# Triunghiuri ortologice

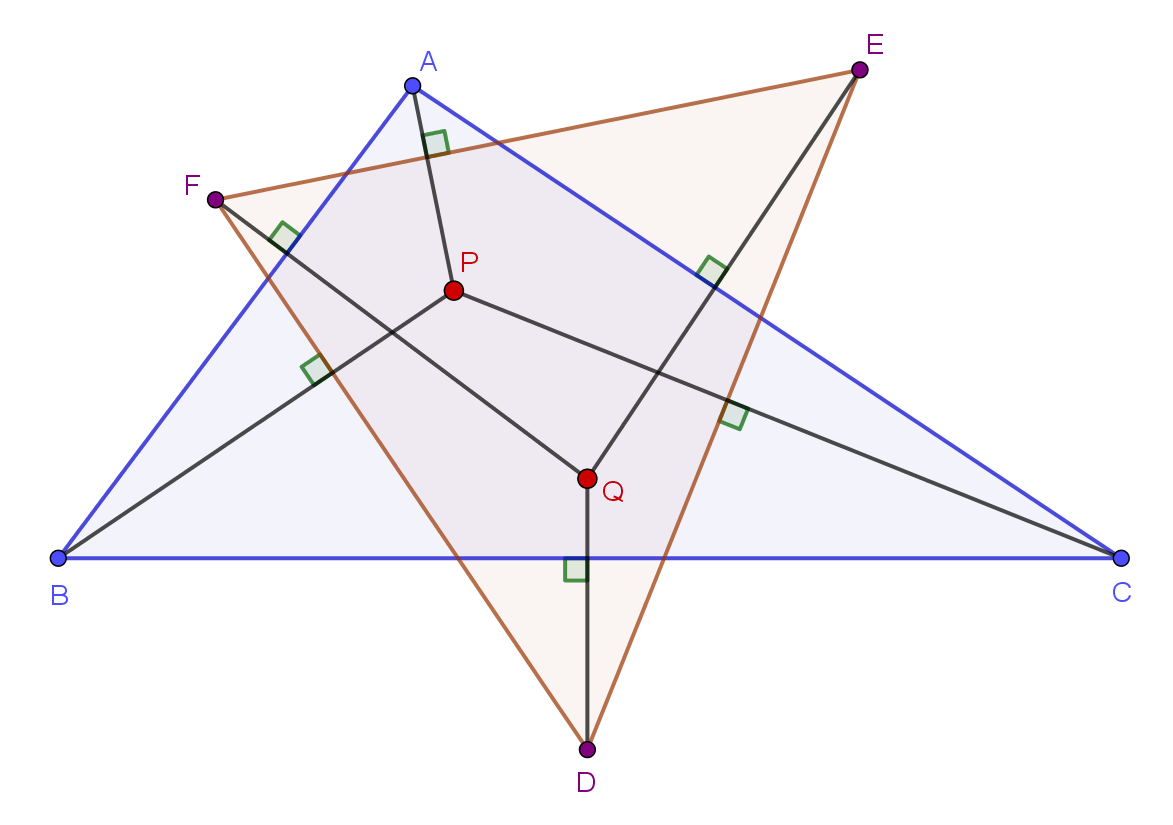
Triunghiurile ABC şi DEF sunt ortologice, P şi Q fiind centrele de ortologie.

În geometrie, un triunghi este ortologic în raport un altul când perpendicularele duse prin vârfurile primului la laturile celui de-al doilea sunt concurente. Se poate demonstra că proprietatea este "simetrică": și cel de-al doilea triunghi este ortologic în raport cu primul, motiv pentru care se va folosi expresia triunghiuri ortologice.

## Definiție
Se spune că triunghiul ABC este ortologic în raport cu DEF dacă perpendicularele duse prin A, B, C respectiv pe EF, FD și DE sunt concurente.
Punctul de concurență P se va numi centrul de ortologie al triunghiului ABC în raport cu triunghiul DEF.
Observație: Orice triunghi poate fi ortologic în raport cu el însuși, centrul de ortologie fiind chiar ortocentrul. Așadar relația de ortologie este reflexivă

## Simetria relației de ortologie
Pentru a demonstra simetria relației de ortologie, se va demonstra mai întâi următoarea:
Teoremă: Fie triunghiurile ABC și DEF situate în același plan. Atunci triunghiul ABC este ortologic în raport cu DEF dacă și numai dacă:
{\displaystyle (1)\;\;AE^{2}+BF^{2}+CD^{2}=AF^{2}+BD^{2}+CE^{2}.}
Demonstrație. 
1. Mai întâi se va presupune că triunghiul ABC este ortologic în raport cu DEF și fie P centrul de ortologie și {\displaystyle \{A'\}=EF\cap PA,\,\{B'\}=DF\cap PB,\,\{C'\}=DE\cap PC}.
Conform teoremei lui Pitagora: 
{\displaystyle A'E^{2}-A'F^{2}=AE^{2}-AF^{2}} ,
{\displaystyle B'F^{2}-B'D^{2}=BF^{2}-BD^{2}} ,
{\displaystyle C'D^{2}-C'E^{2}=CD^{2}-CE^{2}} .
Se adună membru cu membru toate aceste relații și se ține cont de teorema lui Carnot aplicată în triunghiul DEF, 
{\displaystyle (2)\;\;A'E^{2}-A'F^{2}+B'F^{2}-B'D^{2}+C'D^{2}-CE'^{2}=0} și se va obține relația (1).
2. Acum se va presupune că relația (1) este adevărată, urmând să se demonstreze că triunghiul ABC este ortologic în raport cu DEF.
În acest caz, relația (1) și teorema lui Pitagora conduc la relația (2) și apoi se aplică reciproca teoremei lui Carnot.
Astfel s-a demonstrat că relația (1) este echivalentă cu faptul că triunghiul ABC este ortologic în raport cu DEF. Dar relația mai poate fi scrisă:
{\displaystyle DB^{2}+EC^{2}+FA^{2}=DC^{2}+EA^{2}+FB^{2},} care, conform teoremei, este echivalent cu faptul că triunghiul DEF este ortologic în raport cu ABC.
Așadar, relația de ortologie este simetrică, motiv pentru care, în continuare, în locul expresiei "triunghiul ABC este ortologic în raport cu DEF" se va utiliza formularea: "triunghiurile ABC și DEF sunt ortologice".

## Alte proprietăți
O altă relație care caracterizează relația de ortologie este:
Teoremă.
Triunghiul ABC este ortologic în raport cu triunghiul DEF (aflat în același plan) dacă și numai dacă pentru orice punct M din planul acestora are loc relația:
{\displaystyle (3)\;\;{\vec {MA}}\cdot {\vec {EF}}+{\vec {MB}}\cdot {\vec {DF}}+{\vec {MC}}\cdot {\vec {DE}}=0.}
Se presupune mai întâi că triunghiul ABC este ortologic în raport cu triunghiul DEF, urmând a se demonstra (3).
Se notează:
{\displaystyle {\mathcal {E}}(M)={\vec {MA}}\cdot {\vec {EF}}+{\vec {MB}}\cdot {\vec {DF}}+{\vec {MC}}\cdot {\vec {DE}}.}
Dacă N este un alt punct atunci:
{\displaystyle {\mathcal {E}}(N)={\vec {NA}}\cdot {\vec {EF}}+{\vec {NB}}\cdot {\vec {DF}}+{\vec {NC}}\cdot {\vec {DE}}.}
Atunci:
{\displaystyle {\mathcal {E}}(M)-{\mathcal {E}}(N)=({\vec {MA}}-{\vec {NA}})\cdot {\vec {EF}}+({\vec {MB}}-{\vec {NB}})\cdot {\vec {DF}}+({\vec {MC}}-{\vec {NC}})\cdot {\vec {DE}}.}
Deoarece {\displaystyle {\vec {EF}}+{\vec {FD}}+{\vec {DE}}=0}, rezultă {\displaystyle {\mathcal {E}}(M)-{\mathcal {E}}(N)={\vec {MN}}\cdot {\vec {0}}=0.}
Așadar, dacă relația (3) este valabilă pentru un punct din plan, acesta este valabilă pentru orice punct.
Se consideră acum că triunghiul ABC este ortologic în raport cu triunghiul DEF și că P este centrul de ortologie. Atunci:
{\displaystyle {\vec {PA}}\cdot {\vec {EF}}={\vec {PB}}\cdot {\vec {DF}}={\vec {PC}}\cdot {\vec {DE}}=0}
și deci relația (3) este valabilă pentru punctul P, deci este adevărată pentru orice punct M din plan.